# وست پارلی
وست پارلی (به انگلیسی: West Parley) یک روستا و محله مدنی در بریتانیا است که در East Dorset واقع شده‌است. وست پارلی ۳٬۵۸۵ نفر جمعیت دارد.